# Петя і Червона Шапочка
«Петя і Червона Шапочка» (рос. «Петя и Красная Шапочка») — радянський мальований мультиплікаційний фільм за сценарієм Володимира Сутєєва за мотивами казки Шарля Перро «Червона шапочка». Знятий на студії «Союзмультфільм».

## Сюжет
Хлопчик Петя Іванов випадково потрапляє до мультфільму про Червону Шапочку. Бачачи, як Сірий Вовк обдурив довірливу дівчинку, Петя, ризикуючи життям, рятує бабусю та онуку від неминучої загибелі, вчинивши як справжній піонер.

## Творці
- Автор сценарію: Володимир Сутеєв
- Режисери Євген Райковський, Борис Степанцев
- Художник-постановник: Анатолій Савченко
- Художники-мультиплікатори: Федір Хитрук, Тетяна Таранович, Рената Міренкова, Борис Дьожкін, Віктор Лихачов, Вадим Долгих, Анатолій Петров
- Композитор: Микита Богословський
- Оператор: Андрій Астаф'єв
- Звукооператор: Борис Фільчиков
- Асистенти режисера: Юрій Притков, Тетяна Сазонова, Ліра Ан, Олена Шилова
- Автор тексту пісень: Євген Агранович
- Монтажер: Лідія Кякшт
- Ролі озвучували: Сергій Мартінсон — Диктор, Валентина Туманова — Червона Шапочка, Валентина Сперантова — Петя, Бабуся, Сергій Філіппов — Вовк, Юлія Юльська — Заєць

## Відеовидання
Мультфільм неодноразово перевидувався на DVD у збірниках мультфільмів: «Малюк та Карлсон» (дистриб'ютор «Великий план»), «У гостях у казки. Випуск 2» (дистриб'ютор «Великий план»).